# Musa Kanu
Musa Kanu (ur. 4 marca 1976) – sierraleoński piłkarz występujący na pozycji pomocnika.

## Kariera klubowa
Kanu karierę rozpoczął jako junior w zespole Real Republicans Freetown. W 1992 roku został zawodnikiem klubu KSC Lokeren i w sezonie 1992/1993 zadebiutował w pierwszej lidze belgijskiej. Na koniec tamtego sezonu wraz z zespołem spadł do drugiej ligi i spędził tam trzy kolejne sezony, po czym awansował z nim z powrotem do pierwszej ligi. Zawodnikiem Lokeren był do 1998 roku.
Następnie występował w holenderskim trzecioligowcu HSV Hoek, po czym wrócił do Belgii, gdzie grał w czwartoligowym Berchem Sport, a także w amatorskich drużynach VC Linkeroever oraz Verbroedering Zwijndrecht. W 2011 roku zakończył karierę.
| Sezon   | Klub        | Kraj   | Rozgrywki               | Mecze | Gole |
| ------- | ----------- | ------ | ----------------------- | ----- | ---- |
| 1992/93 | KSC Lokeren | Belgia | Eerste klasse           | 19    | 2    |
| 1993/94 | KSC Lokeren | Belgia | Tweede klasse           | 26    | 5    |
| 1994/95 | KSC Lokeren | Belgia | Tweede klasse           | 25    | 5    |
| 1995/96 | KSC Lokeren | Belgia | Tweede klasse           | 15    | 1    |
| 1996/97 | KSC Lokeren | Belgia | Eerste klasse           | 19    | 1    |
| 1997/98 | KSC Lokeren | Belgia | Eerste klasse           | 10    | 0    |
|         |             |        | Łącznie w Eerste klasse | 48    | 3    |
|         |             |        | Łącznie w Tweede klasse | 66    | 11   |

## Kariera reprezentacyjna
W 1994 roku Kanu został powołany do reprezentacji Sierra Leone na Puchar Narodów Afryki, zakończony przez Sierra Leone na fazie grupowej. Zagrał na nim w meczach z Wybrzeżem Kości Słoniowej (0:4) i Zambią (0:0).
W 1996 roku ponownie znalazł się w składzie na Puchar Narodów Afryki. Tym razem nie wystąpił na nim w żadnym spotkaniu, a Sierra Leone ponownie odpadło z turnieju po fazie grupowej.